# Заморські володіння Франції

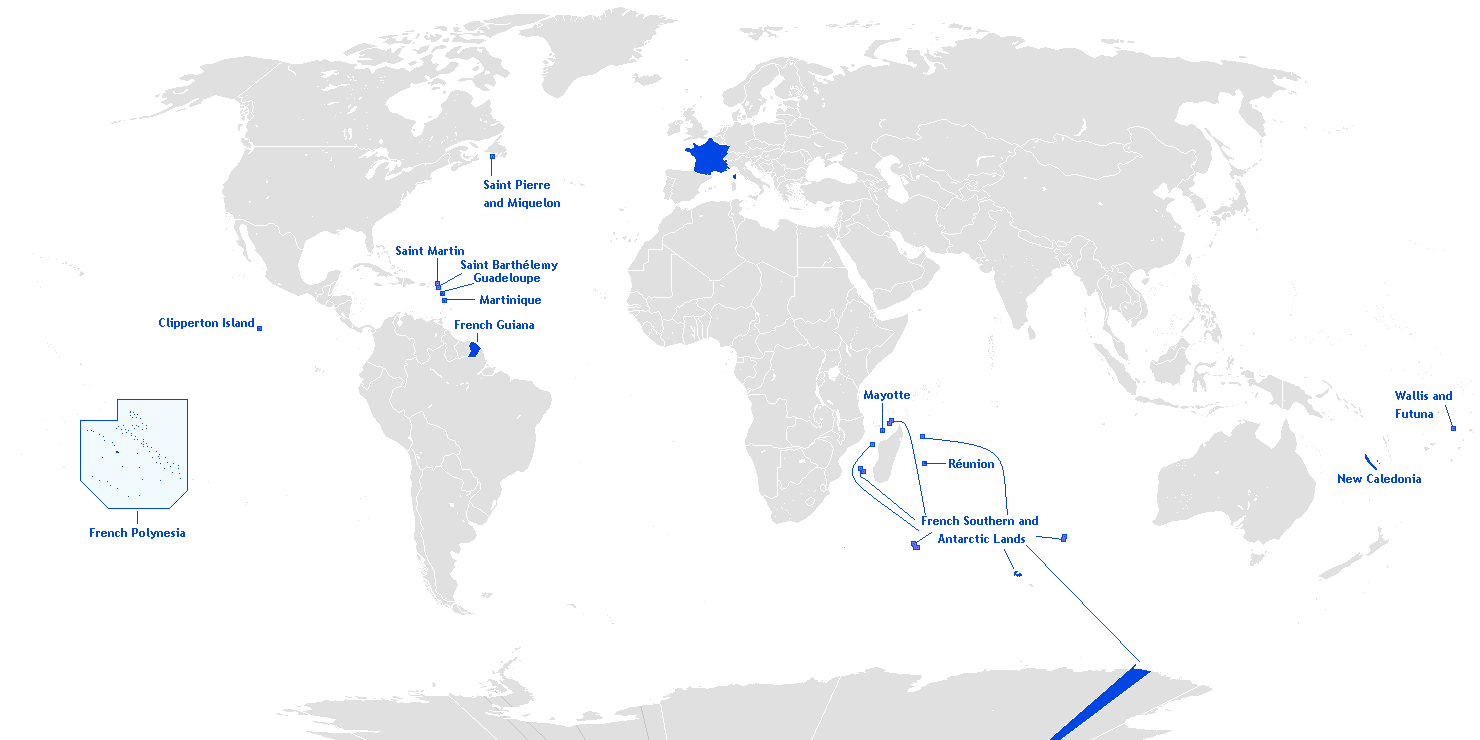
Заморські володіння Франції на мапі світу

Заморські володіння Франції (фр. départements d'outre-mer та territoires d'outre-mer чи DOM-TOM) — ряд територій (переважно островів, за винятком континентальної Гвіани), що належать Франції, проте які віддалені від її основної європейської території. Раніше, коли ще існував статус заморської території (territoire d'outre-mer), всі ці володіння часто називали DOM-TOM (абревіатура від départements d'outre-mer / territoires d'outre-mer). Ці території мають різний правовий статус, різний рівень автономії, проте всі вони мають представництво у Парламенті Франції (крім тих територій, які не мають постійних мешканців) та право голосу у Європейському парламенті.
До складу заморських володінь Франції входять території в Атлантичному, Тихому та Індійському океанах, Французька Гвіана у Південній Америці та території у Антарктиці на які претендує Франція. Станом на січень 2011 року населення Заморських володінь Франції становило 2 685 705 осіб.
Нині ці території можуть мати такий статус:
- Заморський департамент та регіон (département et région d'outre-mer, абревіатура DOM, рідше DROM)
- Заморська спільнота (collectivité d'outre-mer, абревіатура COM)
- Заморська спільнота з особливим статусом (collectivité sui generis)

## Заморський департамент та регіон
Заморські департаменти (фр. Région d’outre-mer) — статус, наданий у 2003 р. заморським департаментам Франції. Терміни заморський департамент і заморський регіон за нині чинною французькою конституцією формально рівнозначні, хоча останній досі уживається значно рідше.
До числа заморських однодепартаментних регіонів входять:
- Гваделупа (з 1946 року);
- Майотта (з 31 березня 2011 року заморський департамент Франції). Унікальний правовий статус (sui generis) 1976—2003 роки, заморська спільнота Франції 2003—2011);
- Мартиніка (з 1946 року);
- Французька Гвіана (з 1946 року);
- Реюньйон (з 1946 року);

## Заморські спільноти
Цей статус був наданий приведеним нижче територіям після конституційної реформи від 28 березня 2003. Кожна територія має особливий статус.
- Сен-Бартелемі (Saint-Barthélemy)
- Сен-Мартен (Saint-Martin)
- Сен-П'єр і Мікелон (Saint-Pierre-et-Miquelon) — 1976—1985 — Заморська територія Франції, sui generis з 2003 року. Сен-П'єр і Мікелон досі називається collectivité territoriale de Saint-Pierre-et-Miquelon.
- Волліс і Футуна (Wallis-et-Futuna) 1946—2003 — Заморська територія Франції, з 2003 Заморське адміністративно-територіальне утворення. Досі ця територія часто називається Territoire des îles Wallis et Futuna.
- Французька Полінезія (la Polynésie française) — 1946—2003 — Заморська територія Франції, з 2003 Заморська спільнота.

## Заморські адміністративно-територіальні утворення з особливим статусом
- Кліппертон (Clipperton) — невеликий атол, що напряму підпорядковується французькому уряду.
- Нова Каледонія (la Nouvelle-Calédonie). Заморська територія з 1946 року. Після Нумейської угоди 1998 року [en] отримала особливий статус (з 1999 року). Відповідно до цієї угоди асоційована спільнота Нова Каледонія між 2014—2019 роками має провести референдум та за його результатами може отримати повну незалежність. Перший етап референдуму відбувся 2018 року, більшість виборців висловилася проти повної незалежності.
- Французькі Південні й Антарктичні території, скорочено ФПАТ (фр. Terres australes et antarctiques françaises (TAAF)). Заморська територія з 1957 року.

## Список Заморських володінь Франції

### Населені
11 територій заселені:
| Прапор               | Назва                | Столиця      | Населення             | Площа (км²)      | Статус                                   | Розташування                            | Примітки |
| -------------------- | -------------------- | ------------ | --------------------- | ---------------- | ---------------------------------------- | --------------------------------------- | --- |
| Французька Гвіана    | Французька Гвіана    | Каєнна       | 229,000 (січень 2009) | 83,534 чи 91,000 | Заморський департамент                   | Південна Америка                        | |
| Французька Полінезія | Французька Полінезія | Папеете      | 264,000 (січень 2009) | 4,167            | Заморська спільнота                      | Тихий океан                             | |
| Гваделупа            | Гваделупа            | Бас-Тер      | 404,000 (січень 2009) | 1,628            | Заморський департамент                   | Антильські острови                      | |
| Мартиніка            | Мартиніка            | Фор-де-Франс | 402,000 (січень 2009) | 1,128            | Заморський департамент                   | Антильські острови                      | |
| Майотта              | Майотта              | Мамудзу      | 186,452 (липень 2007) | 374              | Заморський департамент                   | Африка (Мозамбіцька протока)            | Заморський департамент з 31 березня 2011. Претензії на цю територію мають Коморські острови                    |
| Нова Каледонія       | Нова Каледонія       | Нумеа        | 244,410 (січень 2008) | 18,575           | Заморська спільнота з особливим статусом | Південна частина Тихого океану          | У 2018, 2020 та 2021 відбулося три референдуми про незалежність, кожного разу зі збереженням у складі Франції. |
| Реюньйон             | Реюньйон             | Сен-Дені     | 817,000 (січень 2009) | 2,512            | Заморський департамент                   | Африка (Індійський океан)               | |
|                      | Сен-Бартелемі        | Густавія     | 8,450 (січень 2007)   | 21               | Заморська спільнота                      | Антильські острови                      | Відділена від департаменту Гваделупа 22 лютого 2007.                                                           |
|                      | Сен-Мартен           | Маріго       | 35,925 (січень 2007)  | 53               | Заморська спільнота                      | Антильські острови                      | Відділена від департаменту Гваделупа 22 лютого 2007.                                                           |
| Сен-П'єр і Мікелон   | Сен-П'єр і Мікелон   | Сен-П'єр     | 6,099 (січень 2007)   | 242              | Заморська спільнота                      | Атлантичний океан біля узбережжя Канади | |
| Волліс і Футуна      | Волліс і Футуна      | Мата-Уту     | 13,484 (липень 2008)  | 274              | Заморська спільнота                      | Південна частина Тихого океану          | |

| Загалом                               | Загалом                 | Загалом     |
| Статус                                | Населення (січень 2011) | Площа (км²) |
| ------------------------------------- | ----------------------- | ----------- |
| Заморський департамент                | 1,890,705               | 91,847      |
| Заморські спільноти та Нова Каледонія | 795,000                 | 23,632      |
| Загалом                               | 2,685,705               | 120,049     |

### Безлюдні острови
(Загалом, острови не мають постійного населення, проте на них можуть перебувати наукові експедиції).
| Прапор  | Назва                | Столиця         | Площа (км²) | Статус                         | Розташування                        | Примітки                                                                               |
| ------- | -------------------- | --------------- | ----------- | ------------------------------ | ----------------------------------- | -------------------------------------------------------------------------------------- |
|         | Банк-дю-Гейзер       | -               | 1           | Територія ФПАТ                 | Африка (Мозамбіцька протока)        | На цю територію претендують також Мадагаскар та Коморські Острови                      |
|         | Басас-да-Індія       | -               | 1           | Територія ФПАТ                 | Африка (Мозамбіцька протока)        | На цю територію претендує Мадагаскар                                                   |
| Франція | Кліппертон           | -               | 7           | Територія з особливим статусом | Тихий океан, на захід від Мексики   | На цю територію претендує Мексика                                                      |
|         | Крозе                | Альфред Фо      | 352         | Територія ФПАТ                 | Південна частина Індійського океану |                                                                                        |
|         | Європа               | -               | 28          | Територія ФПАТ                 | Африка (Мозамбіцька протока)        | На цю територію претендує Мадагаскар                                                   |
|         | Острови Глоріосо     | -               | 5           | Територія ФПАТ                 | Індійський океан                    | На цю територію претендують також Мадагаскар, Коморські Острови та Сейшельські Острови |
|         | Жуан-ді-Нова         | -               | 5           | Територія ФПАТ                 | Африка (Мозамбіцька протока)        | На цю територію претендує Мадагаскар                                                   |
|         | Кергелен             | Порт-о-Франсе   | 7,215       | Територія ФПАТ                 | Південна частина Індійського океану |                                                                                        |
|         | Сен-Поль і Амстердам | Мартин-де-Вів'є | 66          | Територія ФПАТ                 | Індійський океан                    |                                                                                        |
|         | Тромлен              | -               | 1           | Територія ФПАТ                 | Індійський океан                    | На цю територію претендує Маврикій                                                     |

### Антарктида
| Прапор | Назва       | Столиця        | Площа (км²) | Статус         | Розташування | Примітки             |
| ------ | ----------- | -------------- | ----------- | -------------- | ------------ | -------------------- |
|        | Земля Аделі | Дюмон д'Юрвіль | 432,000     | Територія ФПАТ | Антарктида   | Антарктичний договір |